# Košťanská kultura
Košťanská kultura nebo košťanská skupina (slovensky Koštianska kultúra) byla kultura / skupina ve starší době bronzové (konkrétně asi 1850 až 1 500 před Kr. podle konvenčního datování, ale podle novějšího datování zřejmě o staletí dříve) na východním Slovensku (Východoslovenská nížina, Košická kotlina a Spiš). Patří do epišňůrového komplexu.
Jsou pro ni typická rozsáhlá kostrová pohřebiště (Perín, Košice, Čaňa, Valaliky-Všechsvätých, Dúbravka, Lastovce, Žehra-Dreveník, Spišské Tomášovce). Pohřbívání je kosterní. Nacházíme zde i sibiňské náušnice a nejstarší bronzové sekerky ve střední Evropě. Keramika je zpočátku šňůrová.
Vyvinula se ze skupiny Nyírség-Zatín.
Rozlišují se dvě fáze:
- starší (Košice) – charakterizovaná měděnou industrií tvaru vrbového listu
- mladší – s prvky otomanské kultury
  - klasická fáze (Čaňa, Košťany, Valaliky)
  - košťansko-otomanská fáze (košťansko-otomanský horizont; Čaňa a Nižná Myšľa)